# Stift Lilienfeld
Het Stift Lilienfeld is een cisterciënzer klooster in Lilienfeld, in Neder-Oostenrijk. Het middeleeuwse stift is een spiritueel en cultureel centrum in de regio en is het grootst bewaarde cisterciënzer kloostercomplex van Midden-Europa.

## Het huidige stift

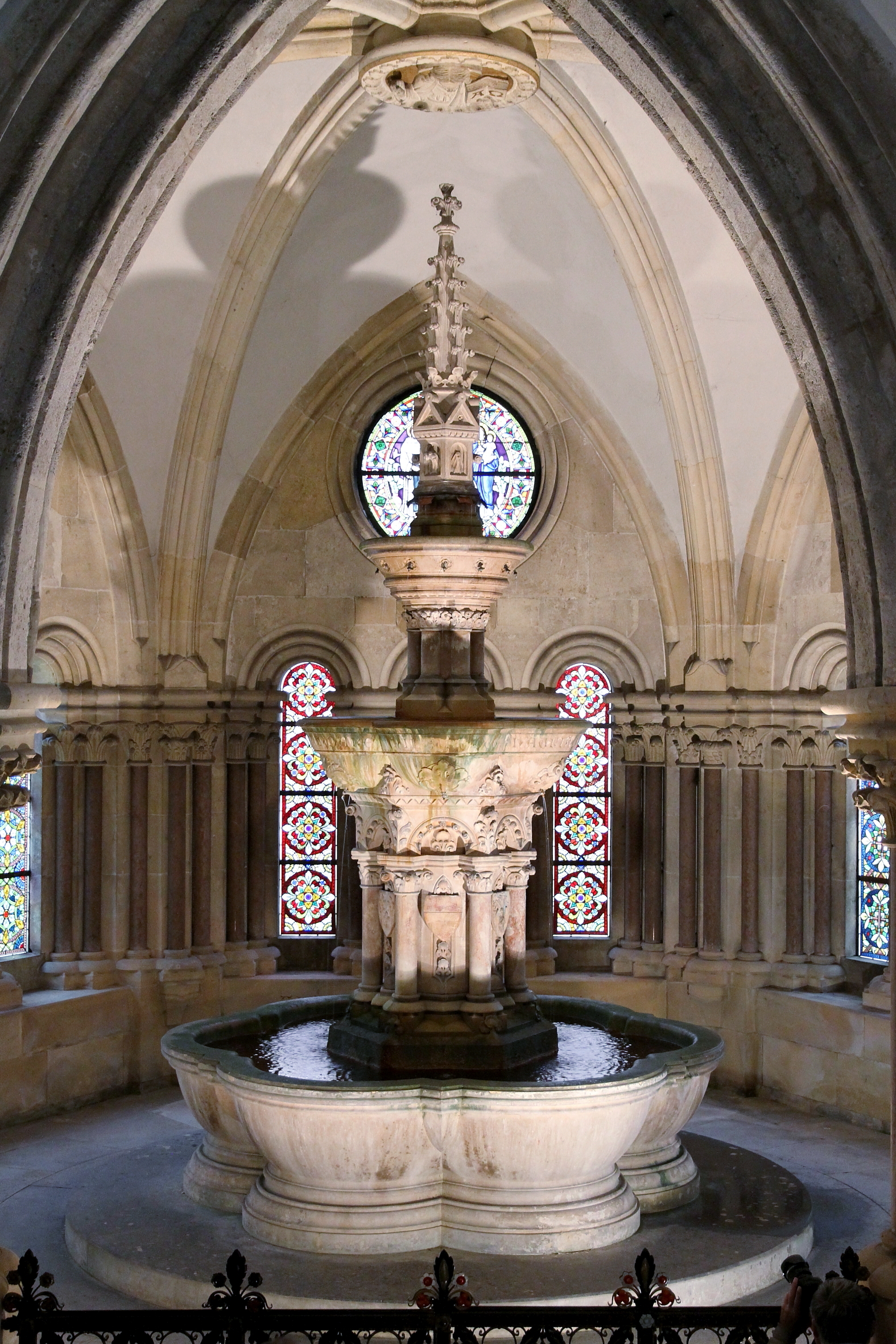
Fontein

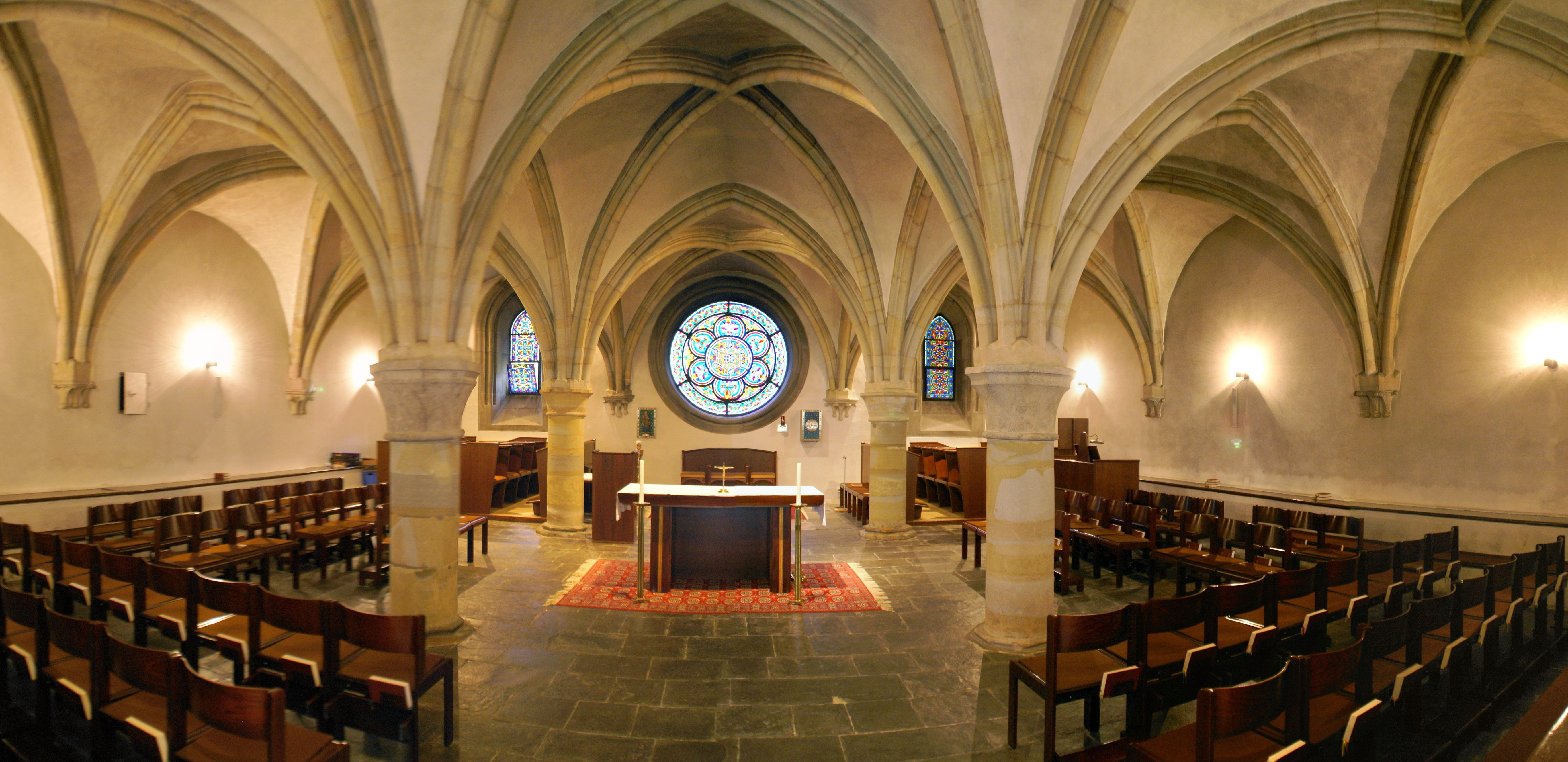
Kapittelzaal

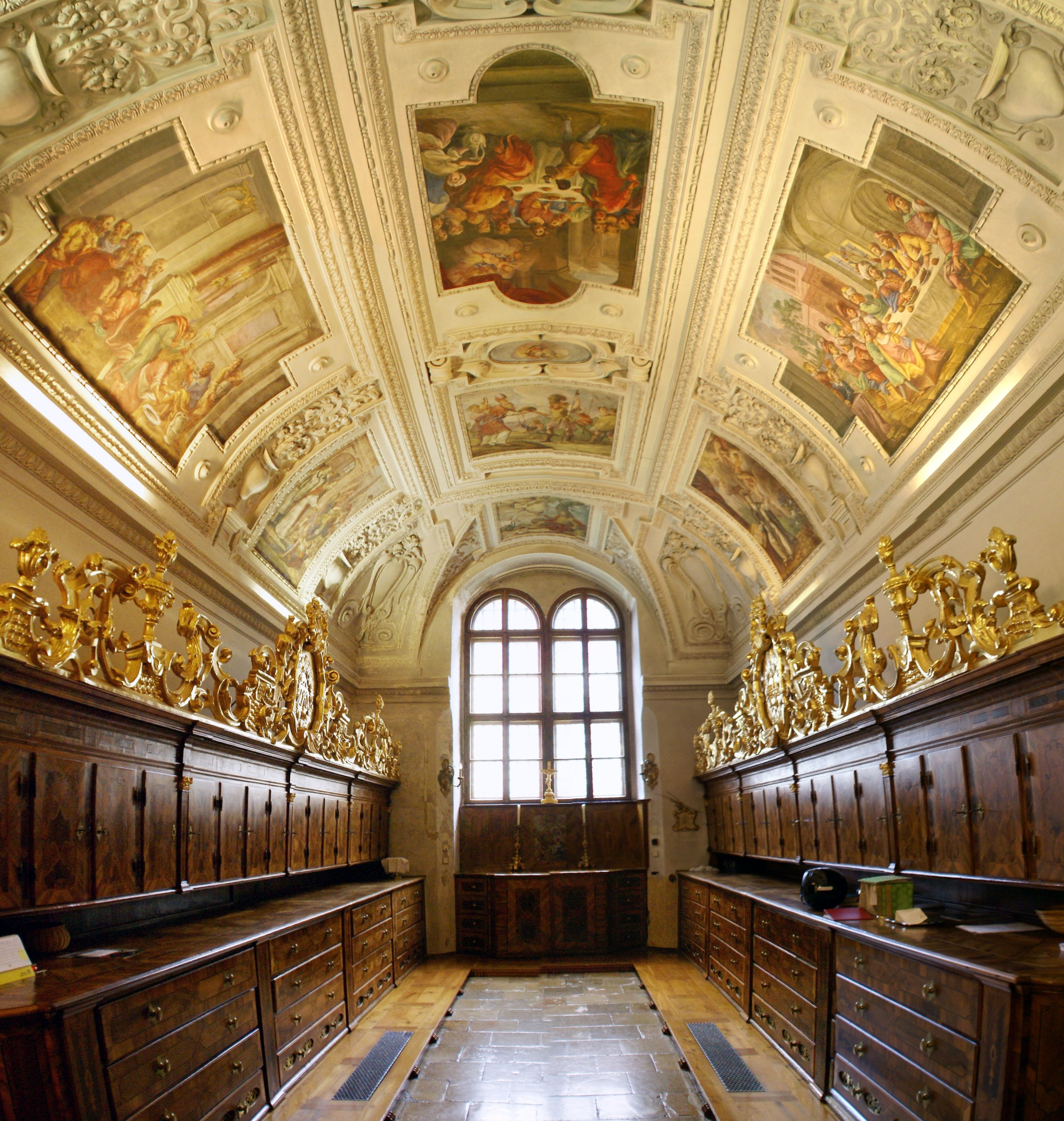
Sacristie

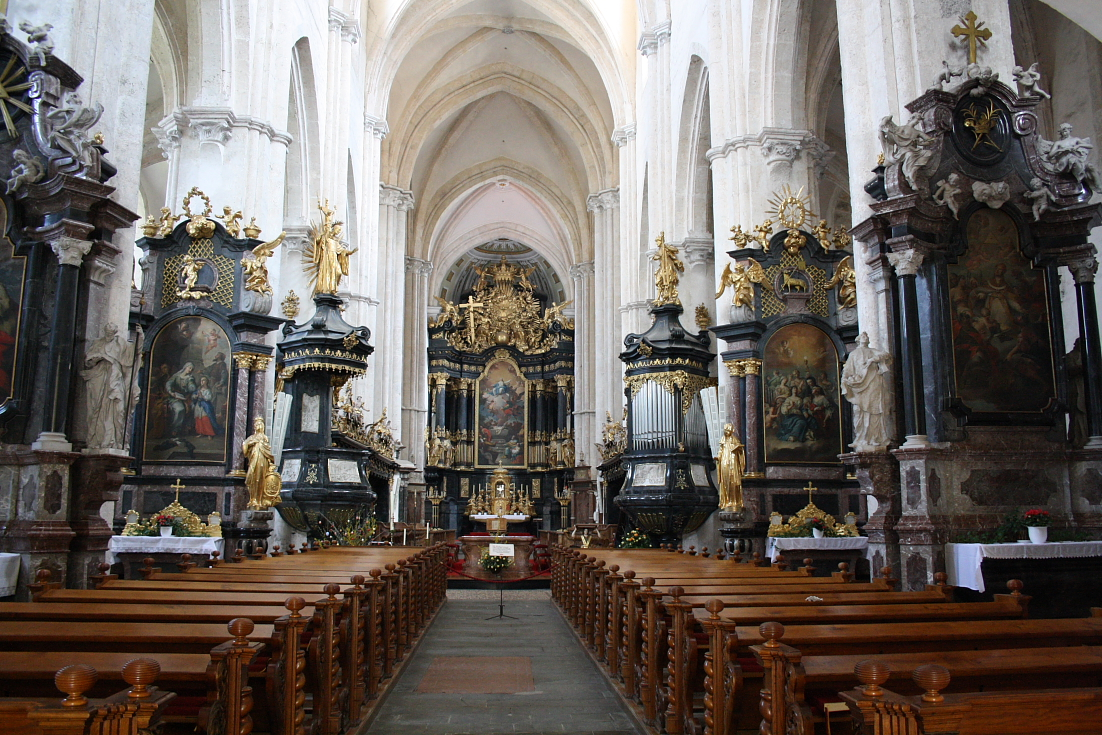
Barokke stiftskerk

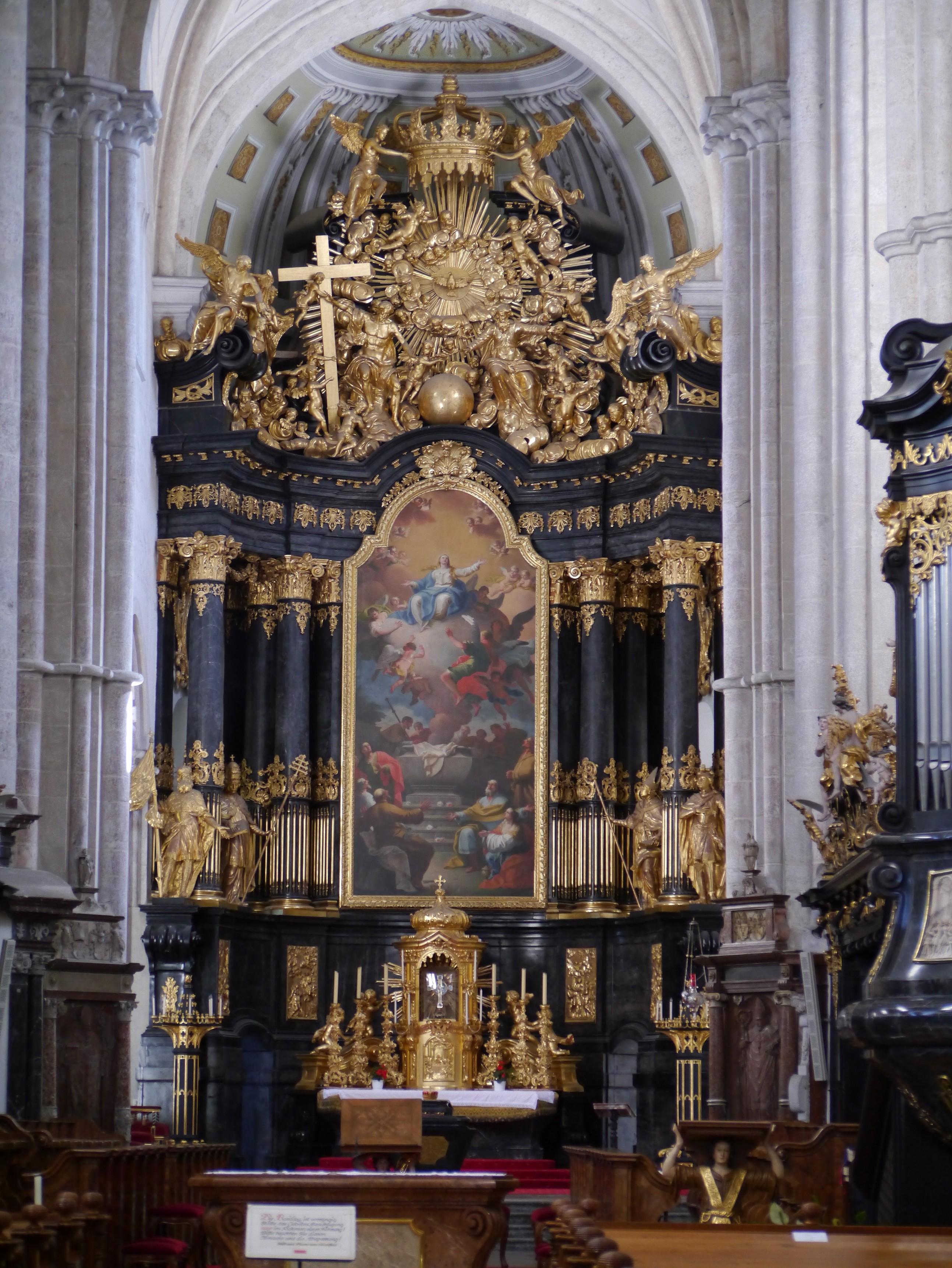
Het hoogaltaar van de stiftskerk

Bij het stift horen 19 parochies, waar de cisterciënzer broeders de pastorale zorg verlenen. Daarnaast zijn enkele cisterciënzers werkzaam als godsdienstleraar en aan de theologische faculteit. Het stift Lilienfeld biedt accommodatie aan en is een van de belangrijke haltes aan de oude pelgrimsroute naar Mariazell. Van de inkomsten uit de bosbouw, jacht, visserij en het verhuren van accommodatie worden de lonen van de medewerkers en het onderhoud van de talrijke historische gebouwen van het stift (het klooster zelf, de parochiekerken en de pastorieën) betaald. Het stift stelt het middeleeuwse dormitorium en het uit de 13e eeuw daterende cellarium ter beschikking voor exposities en tentoonstellingen. Tijdens rondleidingen kunnen het middeleeuwse kloostercomplex en de barokke bibliotheek worden bezichtigd. Tot de abdij behoort eveneens een kloosterwinkel en een boekhandel.

## Geschiedenis
Het stift werd in 1202 gesticht door hertog Leopold VI als nevenvestiging van het stift van Heiligenkreuz. In 1217 riep de hertog hier de edelen uit zijn grondgebied bijeen, om van hieruit deel te nemen aan de Vijfde Kruistocht. Na zijn terugkomst schonk hij het stift een kruisrelikwie, die hij in Byzantium wist te verwerven. Na zijn dood werd de hertog begraven in de kloosterkerk. De rouwplechtigheden van de stichter op 30 november 1230 vonden tegelijkertijd plaats met de kerk- en kloosterwijding. Ook koningin Margaretha van Babenberg werd hier in 1266 of 1267 ter ruste gelegd. Toen Cymburgis van Mazovië, de moeder van keizer Frederik III, tijdens haar bedevaart naar Mariazell in Türnitz stierf, werd ook zij hier in het presbyterium van de kerk bijgezet.
In de 14e eeuw groeide onder abt Ulricht het belang van het scriptorium. In deze tijd ontstond het handschrift Concordantiae Caritatis, een werk met talrijke Bijbelse voorstellingen. Ook de monnik Christianus Campililiensis was bijzonder productief met het schrijven van gedichten, sequenzen en hymnes. De monniken van het stift bekommerden zich bijzonder om de armen- en ziekenzorg en de opvang van gasten.
Na de geestelijke crisis in het 16e-eeuwse stift (in 1587 woonden er nog slechts 6 broeders) werd het stift in de 17e eeuw een regionaal centrum van de contrareformatie. Van 1641 tot 1714 werd het middeleeuwse kloostercomplex uitgebreid met vroegbarokke aanbouwingen. Tijdens de Turkse belegering van Wenen in 1683 leverde het stift weerstand tegen de plunderingen van de rondtrekkende Turken en Tataren. De bevolking uit de omgeving vonden bescherming binnen de kloostermuren en hielpen met succes bij de verdediging.
In de 17e eeuw worden meerdere barokke vleugels aan het middeleeuwse kloostercomplex aangebouwd. De kerktoren, de bibliotheek en het barokke interieur van de kerk volgden in de eerste helft van de 18e eeuw.
Keizer Jozef II liet in 1789 het stift Lilienfeld opheffen, maar al in 1790 werd de abdij door keizer Leopold II heropend. Echter tijdens het ene jaar opheffing gingen vele waardevolle voorwerpen en geschriften verloren.
Een grote brand in de late zomer van 1810 grote delen van het stift. Onder abt Ladislaus Pyrker vonden de eerste herstelwerken na de brand plaats. Deze abt werd later bisschop van Zips (Slowakije), patriarch van Venetië en ten slotte aartsbisschop van Eger (Hongarije).
De abten van het stift traden tijdens de 19e eeuw op als beschermers van de kunsten op het gebied van muziek en schilderkunst. Abt Ambros Becziczka liet in 1826 het stiftspark, een botanische tuin met exotische bomen en struiken, aanleggen.

## 20e eeuw
In de 20e eeuw leed Lilienfeld sterk onder de economische crisis van de jaren 1930, aan de opgelegde beperkingen tijdens het nazi-regime en de vernietiging tijdens de laatste dagen van de oorlog in 1945. 
Een Russische bijbel zou er na het einde van de oorlog aan hebben bijgedragen dat het klooster een bezetting en plundering door het Rode Leger bleef bespaard. In een bijdrage in het gastenboek van het klooster gaf de Sovjet-commandant blijk van zijn waardering voor het klooster.
De collegiale kerk van Lilienfeld werd in 1976 door paus Paulus VI tot basilica minor verklaard.
Tijdens opgravingen in de kerk in 1974 werd vastgesteld dat de sarcofaag van Leopold VI slechts een cenotaaf betreft. Onder de lege sarcofaag bevindt zich het graf van Cimburgis. Leopold VI werd aan de noordelijke rand van de altaarruimte begraven, daarnaast zijn dochter Margaretha van Babenberg. In het presbyterium, waar het graf van Cimburgis werd vermoed, ligt de prins-bisschop van Freising, Koenraad IV.

## Bibliotheek
De kloosterbibliotheek werd in de 13e eeuw gesticht. Onder abt Sigmund Braun (1695-1716) werd de barokke bibliotheek op de eerste verdieping van het refectorium ingericht en in 1716 voltooid. De bibliotheek heeft grote overeenkomsten met die van het stift Lambach.

## Orgel
Op de westelijke galerij van de stiftskerk bevindt zich het grote orgel. De orgelkas stamt nog van een instrument, dat in 1767 door de orgelbouwer Ignaz Gatto werd gebouwd. Het oorspronkelijke orgel kende 22 registers verdeeld over twee manualen en pedaal. In de loop der tijd werd het orgel herhaaldelijk vergroot en verbouwd. Nadat veranderingen aan het orgel in 1940 en 1944 nooit werden voltooid, besloot men in 1956 tot de bouw van een geheel nieuw orgel achter de historische orgelkas. Dit werk werd door de orgelbouwer Gregor Hradetzky uitgevoerd. Het nieuwe orgel kreeg 45 registers op drie manualen en pedaal. In verband met de kwetsbaarheid van het technische systeem werd het orgel in de jaren 1983-1985 door het orgelbedrijf Kögler GmbH, Sankt Florian gerenoveerd. Het sleeplade-instrument kent sindsdien 44 registers op drie manualen en pedaal. De speeltracturen zijn mechanisch, de registertracturen zijn elektrisch.